# Don King (Musiker)
Donald „Don“ Alan King (* 1. Mai 1954 in Fremont, Nebraska) ist ein US-amerikanischer Country-Musiker.

## Leben
In der High School lernte Don King Trompete, später wechselte er zur klassischen Gitarre. Mit 14 lernte er E-Gitarre. Seine ersten Live-Auftritte hatte er in Bars und Clubs von Omaha. 1974 zog er nach Nashville, Tennessee, wo er in kleinen Talentshows auftrat.
Seinen ersten Job hatte er als Sänger im Quality Inn Hotel zwei Jahre lang. Hier traf er Leute aus dem Musikbusiness. Diese Verbindungen halfen ihm einen Vertrag bei Con Brio Records zu bekommen und 1976 folgte sein erster Chart-Erfolg mit Cabin High (In the Blue Ridge Mountains). 1977 erzielte er seinen ersten Top-20-Hit mit I've Got You to Come Home To (Nr. 16 Country Top 100), kurz darauf folgten zwei andere Hits auf den mittleren Plätzen der Countrycharts und sein erstes Album, Dreams and Things. 1978 veröffentlichte Don King sein zweites Album, Feelings So Right, und landete vier weitere Top-30-Hits, unter anderem Music Is My Woman.
1979 stieg Lonely Hotel in die Top 40 ein. In den nächsten Jahren folgten zwei weitere Hits und King ging auf Tour mit Alabama, Reba McEntire, John Anderson, The Oak Ridge Boys, Conway Twitty, Tammy Wynette. Ein Top-40-Hit mit Johnny Cashs Song I Still Miss Someone folgte 1981 und ein zweiter mit The Closer You Get während er sein Album Whirlwind komplettierte. Der große Durchbruch in die Top Ten oder einem Nummer-1-Hit blieb ihm verwehrt.
King schrieb unter anderem Reba McEntires Hitsingle Why Do We Want What We Know We Can’t Have zusammen mit Dave Woodward, mit dem er öfters Songs schreibt. Ebenfalls war er Co-Autor für Janie Frickes You Don’t Know Love mit Beckie Foster. Die Countryband, welche heute unter dem Namen Sawyer Brown bekannt ist, wurde in den frühen 1980er-Jahren als Tourband von Don King gegründet. Sein letzter Hit in den US-Country Charts hatte King 1988 Can't Stop The Music.
Ende 1981 gründete Don King mit seinem Vater die Don King Music Group. 1985 folgte ein 24-Spur Tonstudio um vorwiegend Demos aufzunehmen. 1992 wurde eine Video-Produktion angegliedert.
Inzwischen ist Don King Mitglied von 2nd Nature, einem Bluegrass-Trio. Don King nahm 4 Alben bei Major-Labels auf und platzierte etwa fünfzehn Hit-Singles in den Billboard Country Music Charts.

## Diskografie

### Alben
| Jahr | Titel             | Höchstplatzierung, Gesamtwochen, AuszeichnungChartsChartplatzierungen (Jahr, Titel, Platzierungen, Wochen, Auszeichnungen, Anmerkungen) | Anmerkungen |
| Jahr | Titel             | Country | Anmerkungen |
| ---- | ----------------- | --- | ----------- |
| 1977 | Dreams and Things | Country42 (5 Wo.)Country | Con Brio    |

Weitere Alben
- 1978: The Feelings So Right (Con Brio)
- 1980: Lonely Hotel (Epic)
- 1981: Whirlwind (Epic)
- 1984: Tennessee Souvenirs (Kings X Music)
- 2006: Hymns of Faith (Radio Theatre)
- 2008: Songs From The Mother Road (Radio Theatre)

### Kompilationen
- 2007: Don King Collection Vol.1
- 2007: Don King Collection Vol.2

### Singles
| Jahr | Titel Album                                                   | Höchstplatzierung, Gesamtwochen, AuszeichnungChartsChartplatzierungen (Jahr, Titel, Album, Platzierungen, Wochen, Auszeichnungen, Anmerkungen) | Anmerkungen |
| Jahr | Titel Album                                                   | Country | Anmerkungen |
| ---- | ------------------------------------------------------------- | --- | ----------- |
| 1976 | Cabin High (In the Blue Ridge Mountains) Dreams and Things    | Country78 (5 Wo.)Country |             |
| 1977 | I’ve Got You (To Come Home To) Dreams and Things              | Country16 (13 Wo.)Country |             |
| 1977 | She’s the Girl of My Dreams Dreams and Things                 | Country17 (13 Wo.)Country |             |
| 1977 | I Must Be Dreaming Dreams and Things                          | Country41 (9 Wo.)Country |             |
| 1978 | Music Is My Woman The Feelings So Right                       | Country29 (9 Wo.)Country |             |
| 1978 | Don’t Make No Promises (You Can’t Keep) The Feelings So Right | Country29 (10 Wo.)Country |             |
| 1978 | The Feelings So Right                                         | Country26 (11 Wo.)Country |             |
| 1979 | You Were Worth Waiting For The Feelings So Right              | Country28 (13 Wo.)Country |             |
| 1979 | Live Entertainment The Feelings So Right                      | Country39 (8 Wo.)Country |             |
| 1979 | I’ve Got Country Music in My Soul The Feelings So Right       | Country73 (3 Wo.)Country |             |
| 1980 | Lonely Hotel                                                  | Country40 (9 Wo.)Country |             |
| 1980 | Here Comes That Feeling Again Lonely Hotel                    | Country32 (12 Wo.)Country |             |
| 1980 | Take This Heart Lonely Hotel                                  | Country44 (8 Wo.)Country |             |
| 1981 | I Still Miss Someone Whirlwind                                | Country38 (11 Wo.)Country |             |
| 1981 | The Closer You Get Whirlwind                                  | Country27 (12 Wo.)Country |             |
| 1982 | Running on Love Whirlwind                                     | Country40 (9 Wo.)Country |             |
| 1982 | Maximum Security (To Minimum Wage)                            | Country64 (6 Wo.)Country |             |
| 1986 | All We Had Was One Another                                    | Country71 (6 Wo.)Country |             |
| 1988 | Can’t Stop the Music                                          | Country86 (2 Wo.)Country |             |